# Werauhia williamsii
Werauhia williamsii là một loài thuộc chi Werauhia. Đây là loài bản địa của Costa Rica.

## Hình ảnh

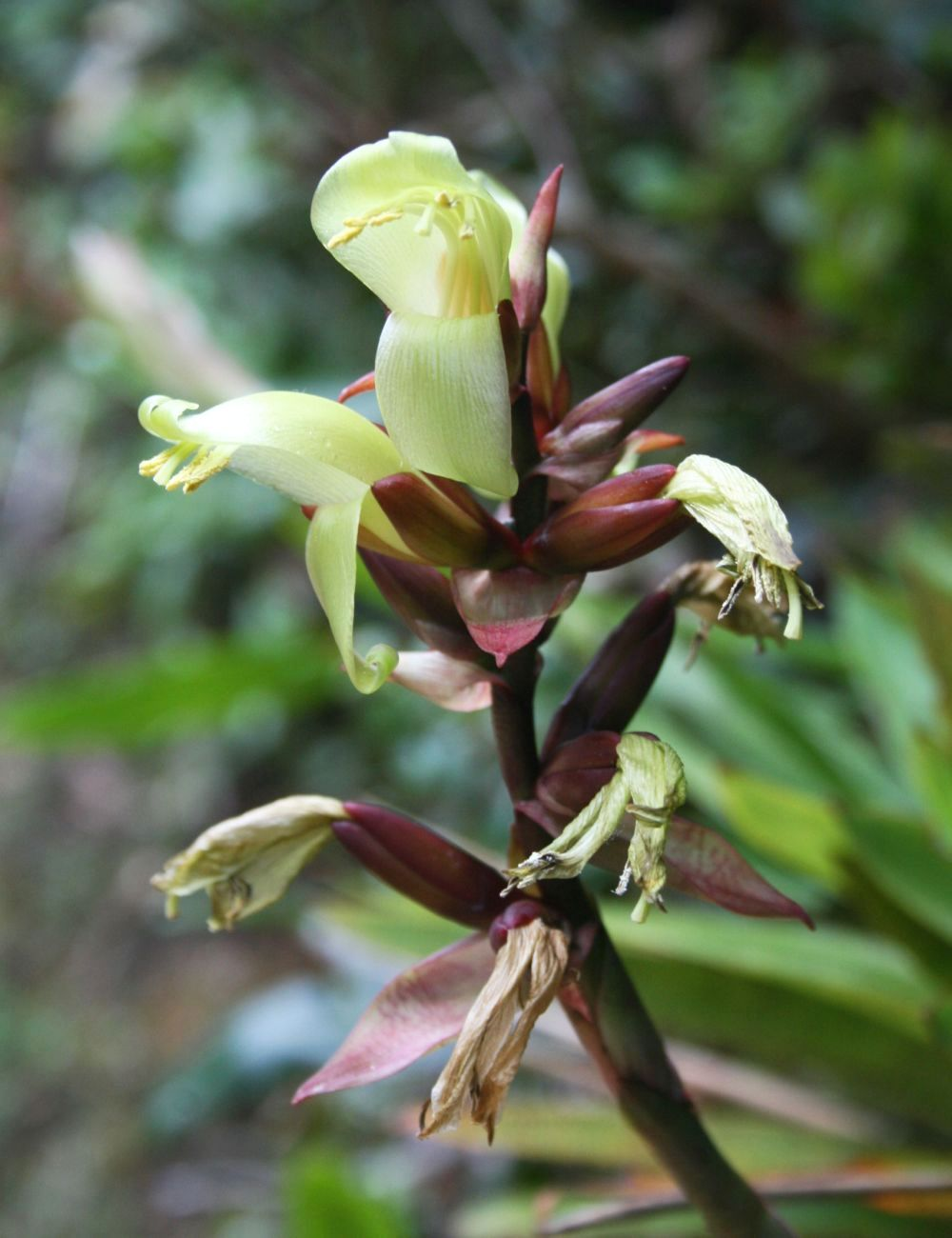
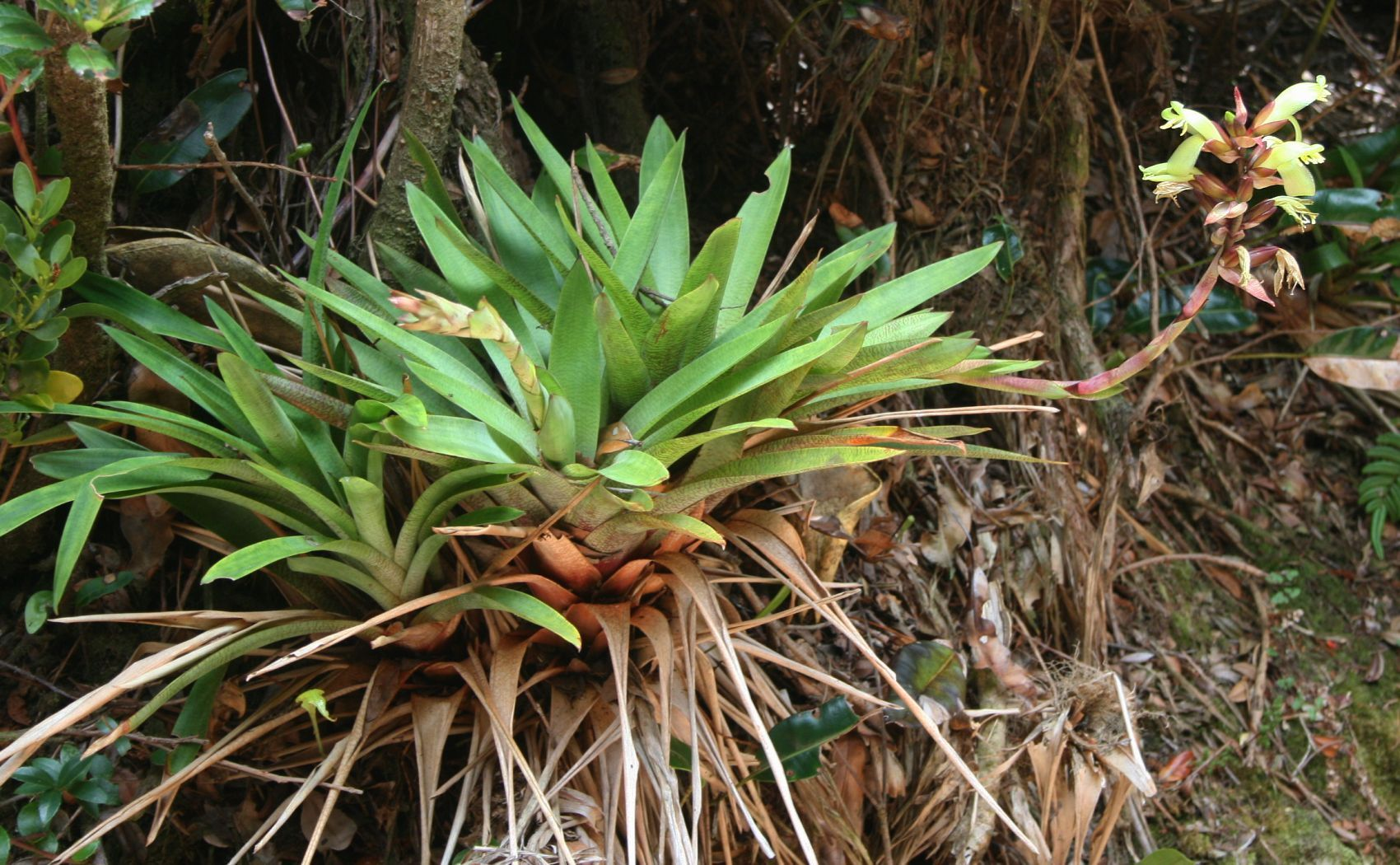
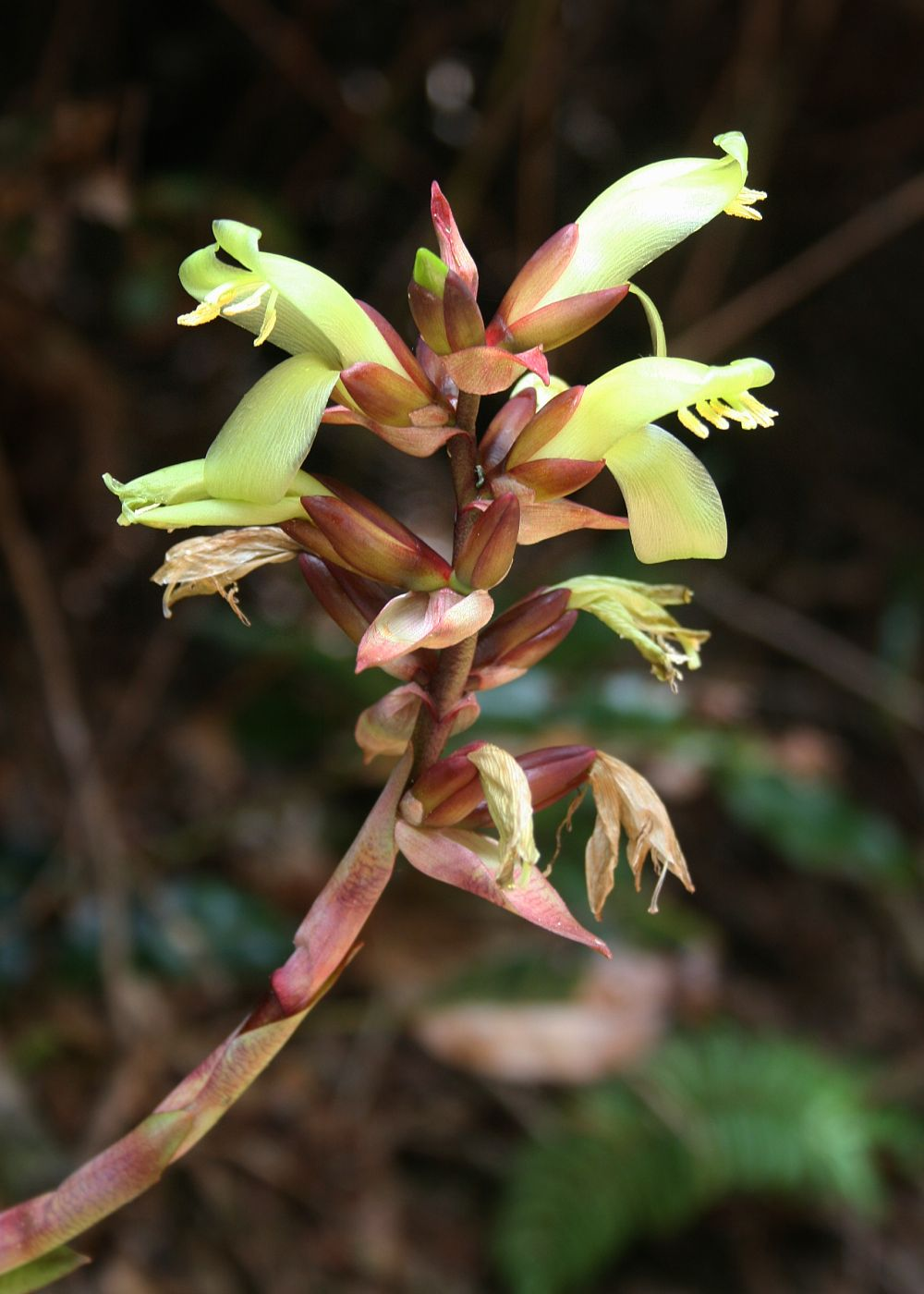